# Oligomyrmex angolensis
Oligomyrmex angolensis är en myrart som beskrevs av Santschi 1914. Oligomyrmex angolensis ingår i släktet Oligomyrmex och familjen myror.

## Underarter
Arten delas in i följande underarter:
- O. a. angolensis
- O. a. congolensis